# Serratovola
Serratovola is een geslacht van tweekleppigen uit de familie van de Pectinidae (mantelschelpen).

## Soorten
- Serratovola angusticostata Dijkstra, 2008
- Serratovola gardineri (E. A. Smith, 1903)
- Serratovola pallula Dijkstra, 1998
- Serratovola rubicunda (Récluz, 1843)